# Kaki King
Kaki King, Katherine Elizabeth King, (Atlanta, Geórgia, Estados Unidos, 24 de agosto de 1979) é uma guitarrista, cantora e compositora americana de Atlanta, Geórgia.

## Vida
Kaki King nasceu no dia 24 de agosto de 1979, em Atlanta, Geórgia. Seu pai foi uma grande influência em seu amor pela música. Aprendeu a tocar guitarra primeiro, mas foi a bateria seu primeiro instrumento oficial. Tocou em algumas bandas na escola com um amigo chamado Morgan Jahnig, que mais tarde se tornou o baixista da banda Old Crow Medicine Show. Durante a graduação, conheceu uns amigos de Nova York, o que a fez mudar para lá, realizando pequenas apresentações no metrô da cidade.

## Carreira
Seus dois primeiros álbuns Everybody Loves You e Legs to Make Us Longer foram especificamente criados para principalmente mostrar o que King sabia fazer com o violão. Entretanto, a partir desses primeiros álbuns, suas apresentações possuiam também guitarras, bateria e teclados. Em 2005, quebrou o contrato com a Sony Records e retornou para sua antiga gravadora, Velour Records.

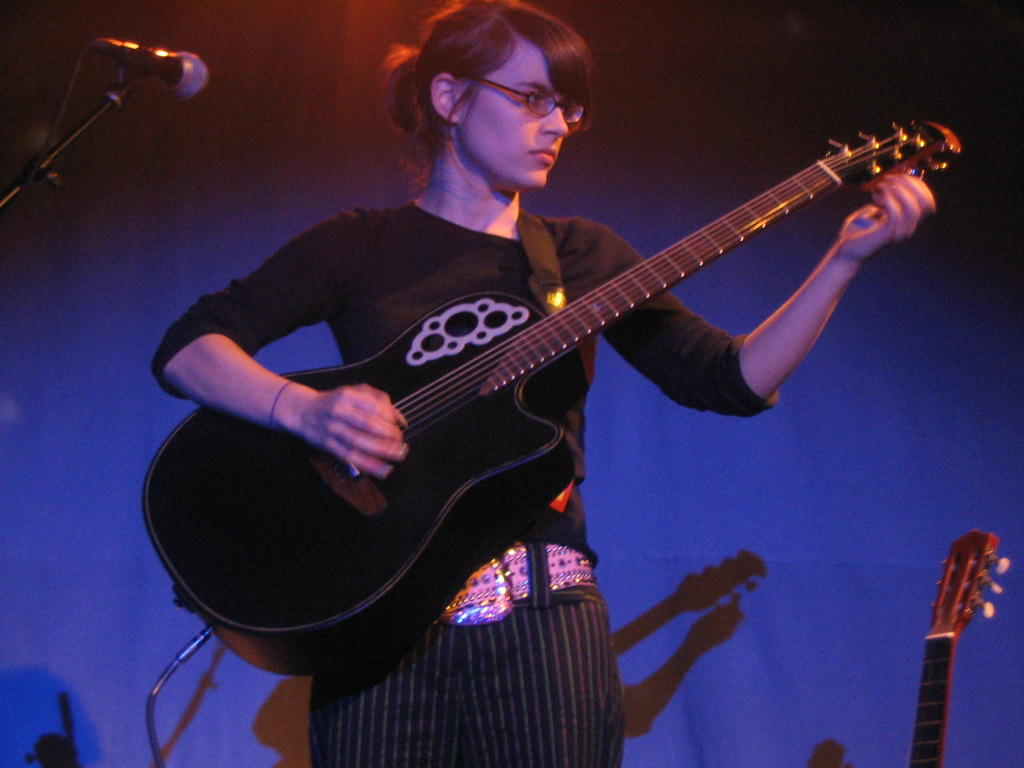
Apresentação de Kaki King no The Knitting Factory Los Angeles; Janeiro de 2005

No seu terceiro álbum …Until We Felt Red (em inglês) produzido pelo líder do grupo Tortoise, John McEntire , Kaki King toma um novo rumo em seu trabalho, começou a cantar, assim como a predominância da guitarra e a presença de uma banda completa tornaram-se evidentes.
Seu talento começou a movimentar a indústria musical e cada vez mais outros artistas chamavam King para tocar em suas produções. Foi a guitarrista convidada no álbum The Con da banda indie Canadense Tegan and Sara, lançado em Julho de 2007. Foi convidada também para a música "Ballad of the Beaconsfield Miners", da banda Foo Fighters.
Em março de 2008, lançou seu álbum Dreaming of Revenge no iTunes, com a música bônus "I Need A Girl Who Knows A Map".

## Destaque
Em fevereiro de 2007, King foi nomeada"Guitar God" pela Revista Rolling Stone, sendo a primeira mulher a receber esse destaque em toda a história de publicações. 

## Kaki no Brasil
Quando estava lançando seu primeiro trabalho, Kaki King veio ao Brasil se apresentar no Festival de Jazz de Ouro Preto. Abriu a noite de encerramento do festival, no dia 6 de setembro de 2003, tendo em mãos somente um violão.
Em março de 2012 Kaki fez uma mini turnê em Araraquara, São José dos Campos e São Paulo. 

## Discografia
- Everybody Loves You (2003)
- Legs to Make Us Longer (2004)
- ...Until We Felt Red (2006)
- Day Sleeper (Australian tour EP) (2007)
- Dreaming of Revenge (2008)
- Black Pear Tree EP (2008)
- Mexican Teenagers EP (2009)
- Junior (2010)
- Glow (2012)